# Girl in a T-Shirt
Girl in a T-Shirt (с англ. — «Девушка в футболке») — тридцать пятый сингл американской блюз-рок-группы ZZ Top, третий сингл альбома Antenna, добрался до 27 места в Hot Mainstream Rock Tracks.

## О песне
Сингл записывался в 1993 году в ходе работы над альбомом Antenna. На этом альбоме группа продолжила тенденцию возвращения к своим блюзовым корням, пытаясь избавиться от ярлыка коммерчески ориентированной группы, который к ней прилип в 1980-х. Количество синтезаторов вновь было уменьшено, однако полностью ZZ Top от них пока не смогли отказаться.
Про песню, речь в которой идёт о девушке, подружке автора, которая выглядит естественно и одета в футболку, отзывались как: «Трек с тяжёлым басом и одна из наиболее примечательных песен на альбоме, близкая к стилю группы середины 1970-х. Просто забавный», «накачанное басом сумасшествие». Марк Приндл назвал эту песню в числе только четырёх, заслуживающих внимания на альбоме: «Немного странная (но затянутая) вкусняшка с ковбойским уклоном»
Сингл добрался до 27 места в Hot Mainstream Rock Tracks, выпускался лишь в промо-формате, для распространения на радиостанциях, не для продажи.

## Участники записи
- Билли Гиббонс — вокал, гитара
- Дасти Хилл — бас-гитара
- Фрэнк Бирд — ударные, перкуссия

Технический состав
- Билл Хэм — продюсер